# Pont Neuf (stacja metra)
Pont Neuf – stacja linii 7 metra w Paryżu, położona w 1. dzielnicy.

## Stacja

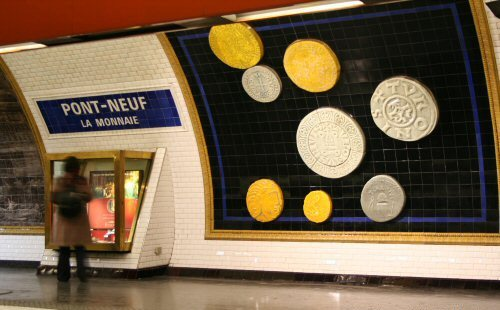
Witryna z monetami i duże reprodukcje na ścianie.

Stacja została otwarta w 1926 roku. Posiada jednonawową halę peronową z dwoma peronami bocznymi, umiejscowioną pod prawym nabrzeżem Sekwany.
W centralnej części peronów znajdują się reprodukcje (w znacznym powiększeniu) różnych monet, co jest odwołaniem do znajdującej się naprzeciwko, na lewym brzegu rzeki, siedziby mennicy. Reprodukcje, zainstalowane na sklepieniu stacji, ciągną się pasem od jednego do drugiego z peronów. Na peronach znajduje się również zabytkowy stempel do wybijania monet i dwie witryny z wystawą autentycznych monet.

## Przesiadki
Stacja umożliwia przesiadki na autobusy dzienne RATP i nocne Noctilien.

## Otoczenie
W pobliżu stacji znajdują się:
- Pont Neuf
- dom handlowy La Samaritaine
- kościół Saint Germain l’Auxerrois
- merostwo 1. dzielnicy
- Luwr
- Conciergerie
- Place Dauphine